# Маргарита Алигер
Маргарита Йосифовна Алигер е руска поетеса. Носителка на Държавна награда на СССР през 1943 г.

## Биография
Родена е в Одеса в еврейско семейство. Баща ѝ, Йосиф Павлович (Йосия Пинхусович) Зейлигер, има собствена адвокатска практика. Тя учи в химически техникум и работи във фабрика в Одеса. В началото на 30-те години, на 16-годишна възраст, Маргарита изоставя образованието си в техникума и изобщо Одеса и заминава за Москва. След като се проваля на изпитите в литературния институт, започва да работи в библиотеката на института ОГИЗ и в една заводска многотиражка.
Дебютира в печата през 1933 г. – стихотворенията „Всекидневието“ и „Дъжд“ са публикувани в списание „Огоньок“ под псевдонима „Маргарита Алигер“. През 1934 – 1937 следва в Литературния институт. През 1938 г. е приета в Съюза на писателите на СССР.
По време на Великата отечествена война Алигер е военен кореспондент в обсадения Ленинград. През 1942 г. е приета в КПСС (б); през 1943 г. дарява присъдената ѝ Сталинска награда на Фонда за отбрана.
През 1955 г. Маргарита Алигер участва в създаването на алманаха „Литературна Москва“. Член е на управителния съвет на Съюза на писателите на РСФСР и на Съюза на писателите на СССР. Член е на редакционната колегия на списание „Литературна неделя“ (1992).
Алигер превежда около 40 поети от български, грузински, еврейски (идиш), азербайджански, украински, латвийски, узбекски, унгарски, литовски и корейски език.
Трагично загива в нелепа катастрофа край вилата си в предградие на Москва.

## Творчество
Определя като свои литературни учители Владимир Луговски и Павел Антоколски, които канят Алигер да участва в превода на поети от съюзните републики. Но най-силно се възхищава на стиховете на Борис Пастернак.
По време на Гражданската война в Испания (1937 г.) четирима поети – Евгений Долматовски, Константин Симонов, Михаил Матусовски и Алигер – съставят поетично послание към „героичния испански народ“. От този момент нататък стиховете на Алигер привличат вниманието на Сталин, който ги харесва. През 1939 г., на 24-годишна възраст, Алигер получава първата си правителствена награда – Ордена на знака на честта.
В поезията си тя създава героично-романтичен образ на съвременника – ентусиаст на първите петилетки: „Година на раждане“ (1938), „Железният път“ (1939) – според някои литературоведи това е върхът в творчеството на Алигер. Популярни стават и сборникът „Камъни и билки“ (1940) и стихотворението „Зимата на тази година“ (1938), прославящи твърдостта на майка, загубила детето си. Поетичните цикли „В памет на смелите“ (1942) и „Лирика“ (1943) са посветени на подвизите на войник на фронта и работник в тила на Великата отечествена война.

## Признание
- Сталинска награда II степен (1943) – за поемата „Зоя“ (1942), прехвърлена на фонда на Червената армия
- Международна награда на АПН на името на Пабло Неруда (1989) – за преводаческа дейност
- Орден на Отечествената война II степен (11 март 1985 г.)
- Два пъти орден „Червено знаме на труда“ (8 октомври 1965 г., 16 ноември 1984 г.)
- Орден за приятелство между народите (7 октомври 1975 г.)
- Орден на знака на честта (31 януари 1939 г.)
- Орден „Кирил и Методий“ I степен (1975 г.)
- Медал „За победата над Германия във Великата отечествена война 1941-1945 г.“
- Медал „За отбраната на Москва“

В чест на поетесата е кръстено езеро на остров Кунашир.